# Enric I de Savoia-Nemours
Enric I de Savoia-Nemours (en francès Henri Ier de Savoie-Nemours) va néixer a París el 2 de novembre de 1572 i va morir a la mateixa capital francesa el 10 de juliol de 1632. Era un noble francès de la Casa de Savoia, fill del duc de Nemours i comte de Ginebra Jaume de Savoia-Nemours (1531-1585) i de la duquessa d'Aumale Anna d'Este (1531-1607)
Conegut com el «Marquès de Saint-Sorlin», va rebre el 1588 del seu cosí, el duc Carles Manuel I de Savoia el comandament d'un exèrcit amb el qual conquerí el Marquesat de Saluzzo. A continuació, es va unir a la Santa Lliga de París que el nomenà governador del Delfinat el 1591. Va donar suport a Enric IV el 1594 i va heretar a la mort del seu germà gran Carles Manuel els ducats de Ginebra i de Nemours. El 1597 va establir la seu dels ducats a Amiens. Després de barallar-se amb el duc de Savoia es va retirar a Borgonya i es va unir als espanyols en la guerra contra Savoia. Després de la pau proclamada el 14 de novembre de 1616 es va retirar a la cort francesa.

## Matrimoni i fills
El 18 d'abril de 1618 es va casar amb Anna de Lorena (1600 - 1638), que va rebre llavors el ducat d'Aumale que havia estat confiscat per la corona el 1595 (reunint els drets d'herència del ducat d'Enric per part de la seva mare a causa del seu enllaç amb la casa de Guisa, i d'Anna de Lorena, del seu pare, duc al que s'havia confiscat el ducat), filla del duc Carles I de Lorena (1555-1631) i de María de Lorena (1555-1605). El matrimoni va tenir els següents fills: 
- Lluís (1615-1641).
- Francesc Pau (1619-1627).
- Carles Amadeu (1624-1652), casat amb Elisabet de Borbó-Vendôme (1614-1664).
- Enric II (1625-1659), casat amb Maria d'Orleans-Longueville (1625-1707).